# Harpactea magnibulbi
Harpactea magnibulbi este o specie de păianjeni din genul Harpactea, familia Dysderidae, descrisă de Othon Xavier de Brito Machado și Ferrández, 1991.
Este endemică în Portugal. Conform Catalogue of Life specia Harpactea magnibulbi nu are subspecii cunoscute.